# وباء (فلم)
وباء (بالإنجليزية: Epidemic) هو فيلم رعب فني دنماركي من إخراج وبطولة لارس فون ترايير.

## روابط خارجية
- وباء على موقع IMDb (الإنجليزية)
- وباء على موقع ميتاكريتيك (الإنجليزية)
- وباء على موقع روتن توميتوز (الإنجليزية)
- وباء على موقع نتفليكس (الإنجليزية)
- وباء على موقع ألو سيني (الفرنسية)
- وباء على موقع Turner Classic Movies (الإنجليزية)
- وباء على موقع أول موفي (الإنجليزية)
- وباء على موقع فيلمافينيتي (الإسبانية)
- وباء على موقع قاعدة بيانات الأفلام السويدية (السويدية)
- وباء على موقع قاعدة بيانات الفيلم (الإنجليزية)